# 馬特卡區
36°36′44″N 3°59′16″E / 36.6121°N 3.9878°E
馬特卡區（阿拉伯语：‎），是阿爾及利亞的行政區，位於該國北部，由提濟烏祖省負責管轄，首府設於馬特卡斯，面積66平方公里，2008年人口46,781，人口密度每平方公里707人。